# Attilio Mattiozzi
Attilio Mattiozzi (fl. XX secolo) è stato un calciatore italiano, di ruolo attaccante.

## Carriera
Con la Sampierdarenese disputa in totale 8 gare nei campionati di Prima Categoria 1921-1922 fino alla Prima Divisione 1924-1925, giocando dopo un match di Coppa CONI 1927.
In seguito gioca nella neonata Dominante fino al 1929.

## Palmarès

### Giocatore

#### Club
- Prima Categoria: 1

Sampierdarenese:
Secondo Posto 1921-1922